# 雷伊 (瓦兹省)
雷伊（法語：Reilly，法語發音：[ʁɛji]）是法国瓦兹省的一个市镇，属于博韦区。

## 地理
雷伊（49°14'37"N, 1°50'48"E）面积8.32 平方千米，位于法国上法蘭西大區瓦兹省，该省份为法国北部内陆省份，北起索姆省，西接厄尔省和滨海塞纳省，南至塞纳-马恩省和瓦兹河谷省，东临埃纳省。
与雷伊接壤的市镇（或旧市镇、城区）包括：布比耶、韦克桑地区肖蒙、德兰库尔、利扬库尔圣皮埃尔。

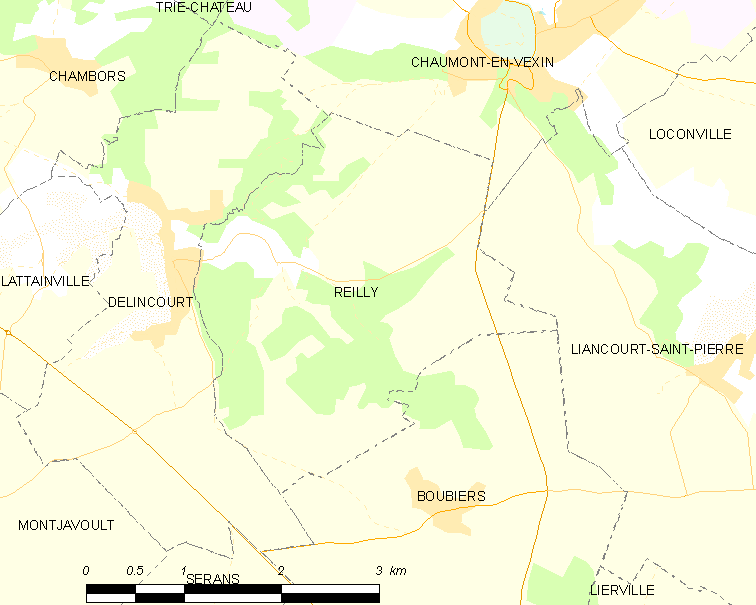
的OSM定位图

雷伊的时区为UTC+01:00、UTC+02:00（夏令时）。

## 行政
雷伊的邮政编码为60240，INSEE市镇编码为60528。

## 政治
雷伊所属的省级选区为韦克桑地区肖蒙县。

## 人口

1962-2008年间人口变化图示

雷伊于2022年1月1日时的人口数量为116人。